# Machaonia lindeniana
Machaonia lindeniana är en måreväxtart som beskrevs av Henri Ernest Baillon. Machaonia lindeniana ingår i släktet Machaonia och familjen måreväxter. Inga underarter finns listade i Catalogue of Life.